# اوستدیک
اوستدیک (به هلندی: Oostdijk) یک منطقهٔ مسکونی در هلند است که در خوری-افرفلاکی واقع شده‌است. اوستدیک c نفر جمعیت دارد.